# Тегисшил
Тегисшил (каз. Тегісшіл, до 1999 г. — Шерембетсай) — село в Жанибекском районе Западно-Казахстанской области Казахстана. Входит в состав Борсынского сельского округа. Код КАТО — 274235200.

## Население
В 1999 году население села составляло 424 человека (220 мужчин и 204 женщины). По данным переписи 2009 года, в селе проживало 339 человек (183 мужчины и 156 женщин).